# Глиммингехус
Глиммингехус (швед. Glimmingehus) — один из наиболее хорошо сохранившихся частных средневековых замков Швеции. Подобный тип сооружений представлял собой одновременно и жилую дворянскую резиденцию, и небольшую каменную крепость. Замок находится в коммуне Симрисхамн в лене Сконе. Глиммингехус долгое время принадлежал семье Розенкрантц, а в 1924 году был выкуплен в собственность Совета национального наследия. По своему типу резиденция относится к замкам на воде.

## История

### Ранний период
В Средние Века провинция Сконе входила в состав Дании. Соответственно, местные имения и замки являлись собственностью датчанам.

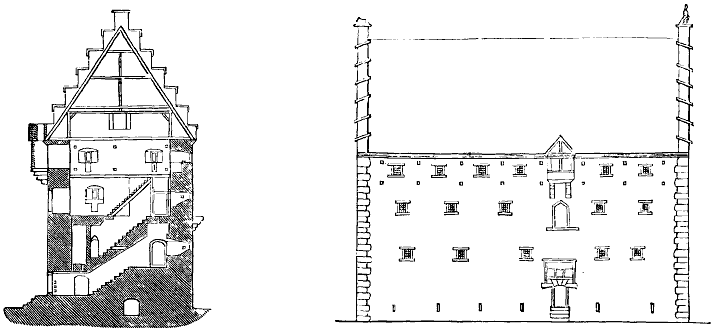
Рисунки замка в разрезе и снаружи

Согласно мемориальной надписи, сохранившейся над главным входом в замок, член королевского риксрода и дворянин Йенс Хольгерсен Ульфштанд начал возводить замок в 1499 году. Ульфштанд был адмиралом и влиятельным государственным деятелем при дворе короля Дании Иоганна. Монарх даровал своему придворному обширное имение в Сконе и новый владелец решил создать здесь укреплённую резиденцию. Архитектором и ответственным за строительство выступил Адам ван Дюрен, уроженец Северной Германии голландского происхождения. До этого он успел прославиться участием в возведении Лундского собора.
Около 1500 года дочь Йенса Хольгерсена Ульфштанда вышла замуж за Эрика Розенкрантца. Позднее через этот брак поместье и замок перешли в его собственность.
В ходе современных археологических раскопок было обнаружено множество предметов, которые принадлежали владельцам замка. Вероятно, потомки Йенса Хольгерсена Ульфштанда, который скончался 1523 году, были очень богатыми людьми. Во всяком случае об этом говорят такие находки как фрагменты венецианского стекла, прессованное стекло из мастерских, расположенных на Рейне, и испанская керамика. Признаки достатка и комфорта можно было увидеть и внутри замка. Например, в здании была хорошо продумана система вентиляции и отопления. Для своего времени Глимменгехус был очень удобным жильём. Однако бесконечные датско-шведские войны превратили Сконе в регион активных боевых действий. Это привело к тому, что владельцы перестали постоянно проживать в резиденции. Со временем огромное здание превратилось в просторное зернохранилище.

### XVII—XIX века
Во время Сконской войны шведский король Карл XI в 1676 года приказал снести замок, чтобы он больше не мог пригодится датчанам как фортификационное сооружение. Однако, к счастью, этот план не был реализован. Первая попытка сноса, в которой должны были принять участие 20 местных фермеров, потерпела неудачу. Правда, король Карл XI проявил настойчивость и отправил в Глимингехус отряд из 130 человек. Однако вскоре датско-голландский флот произвёл высадку десанта у города Истада и шведский король срочно призвал всех солдат обратно. В дальнейшем попытки сноса Глиммингхуса не предпринимались.
После завершения боевых действий и включения провинции Сконе в состав шведского королевства бывший замок долгое время продолжали использовать как склад зерна.

### XX век
В 1924 году власти решили выкупить столь ценный объект исторического наследия, чтобы сделать здесь музей. В 1935—1938 годах под руководством архитектора Стуре Ларссона при содействии строительной компания Лильегрена начались реставрационные работы. Среди прочего были восстановлены старые рвы и оборонительные валы, окружавшие замок. Одновременно проводились археологические раскопки. В работах приняли активное участие солдаты альтернативной службы, то есть те, кто по соображениям совести или религиозным убеждения не хотел брать в руки оружие.

## Современное использование
Сегодня Глиммингехус находится в ведении Совета национального наследия. В бывшем замке расположен музей. Основная экспозиция посвящена истории самого сооружения и региона. Кроме того, внутри работает музейный магазин, ресторан и кафе. Летом ежедневно проводится несколько экскурсий. Особую известность замку принесли летние проходящие здесь летние литературные фестивали под названием «Загадочные и жуткие истории». На территории вокруг замка нередко проходят праздники, посвящённые культурному наследию Средних веков. Среди прочего, проводятся реконструкции рыцарских турниров и ярмарки.

## Описание замка

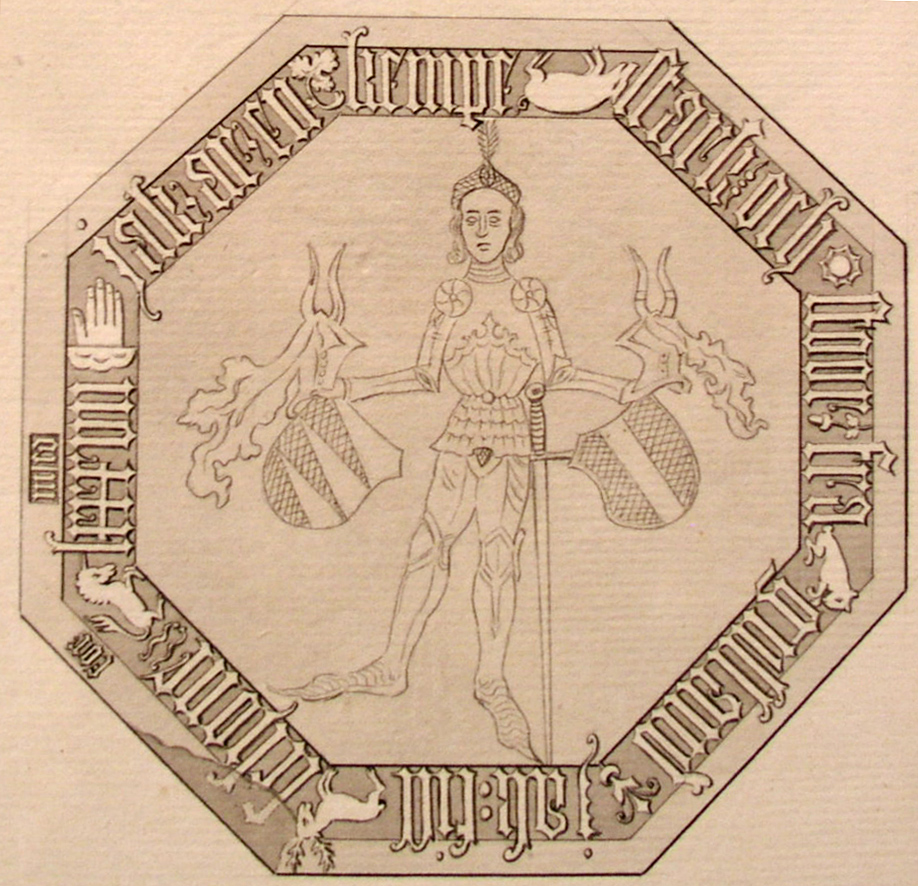
Настенное изображение рыцаря с гербами Йенса Хольгерсена Ульфштанда и Хольмгерда Аксельдаттера Браге

Глиммингхус строился в первую очередь как крепость. Поэтому внутри сохранилось много сооружений и пристроек фортификационного назначения. Например, многочисленные бойницы и ложные двери. Также имелись специальные стоки, через которые на атакующих можно было сверху лить кипящую смолу и кипяток. Для этой же цели служила специальная выступающая пристройка, из которой можно было ещё и бросать вниз камни. Оборонительные функции замка были призваны усилить рвы, заполненные водой, внешние валы и смертельные ловушки. Непосредственно в главное здание можно было попасть только по подъёмному мосту. В прежние времена весь комплекс был обнесён каменной стеной.
Сам замок находится на острове прямоугольной формы. Главное здание имеет 30 метров в длину, 12 метров в ширину и почти 26 метров в высоту. Наружные стены сложены из камня и достигают толщины 2,4 метра в нижней части. Верхние этажи защищает более тонкая, но всё же внушительная стена толщиной 1,8 метра. Каменный фундамент уходит на глубину до 2,5 метра.
В здании предусмотрено четыре этажа. Основным строительным материалом для внутренних помещений служил песчаник и кварцит, привезённый с побережья в Симрисхамне. Угловые элементы, дверные и оконные проёмы, а также нижние ступени лестницы выполнены из более прочного известняка, доставленного с острова Готланд.
На первом этаже замка располагались пивоварня, пекарня, кухня, склад продуктов, винный погреб, а также колодец. Также на внизу был большой камин, с помощью которого горячим воздухом можно было зимой отапливать весь замок. Для этого в стенах заранее проложили особые воздуховоды. Большинство дымоходов ликвидировали в то время, когда здание начали использовать как зернохранилища. На верхних этажах были жилые комнаты владельца и членов его семьи, а также гостиная для приёма посетителей.
На самом верхнем этаже располагался рыцарский зал с отдельным камином. Стены были украшены разнообразным оружием. Здесь сохранились несколько барельефов. На одном в известняке выбит рыцарь с гербами Йенса Хольгерсена Ульфштанда и Хольмгерда Аксельдаттера Браге. На ещё одном изображено рождение и смерть Иисуса (работы самого Адама ван Дюрена). На этом же этаже находились комнаты слуг.

## Галерея

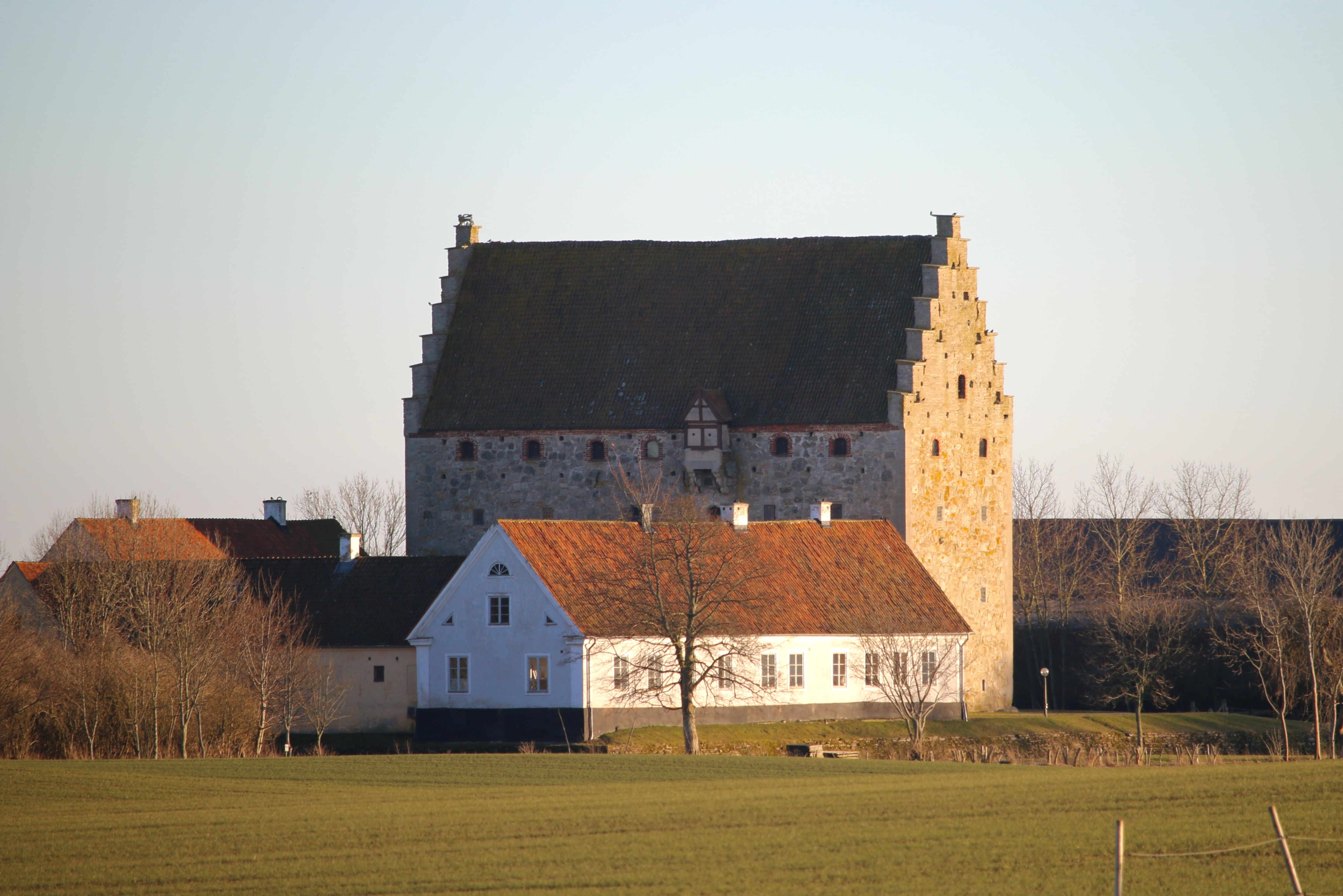
Вид замка с юга
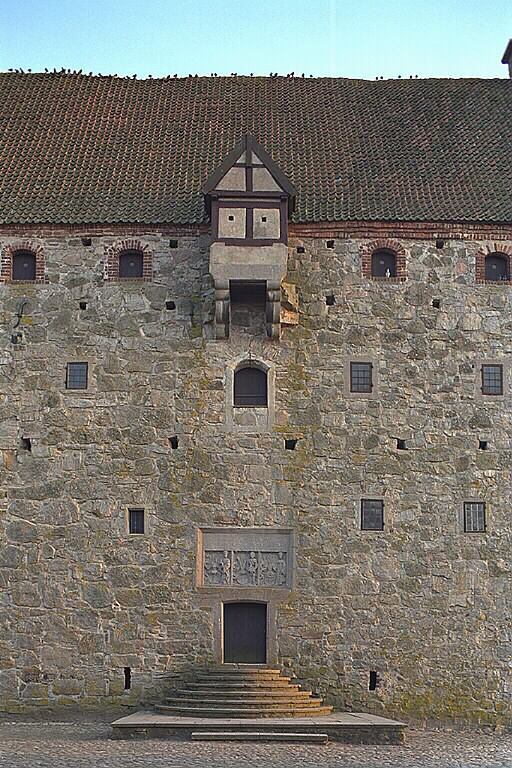
Главный фасад и вход в замок
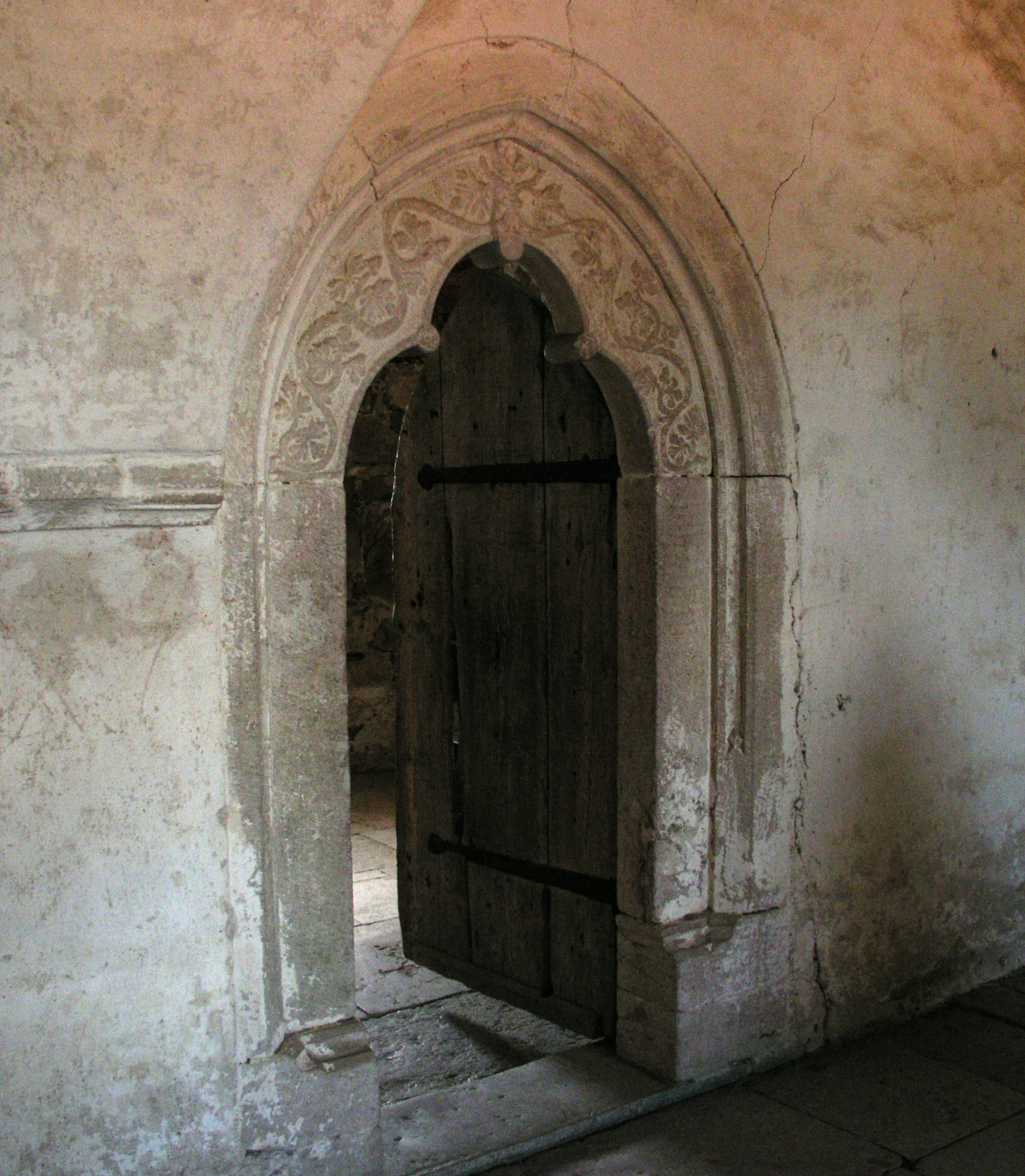
Своды внутренних проходов между помещениями
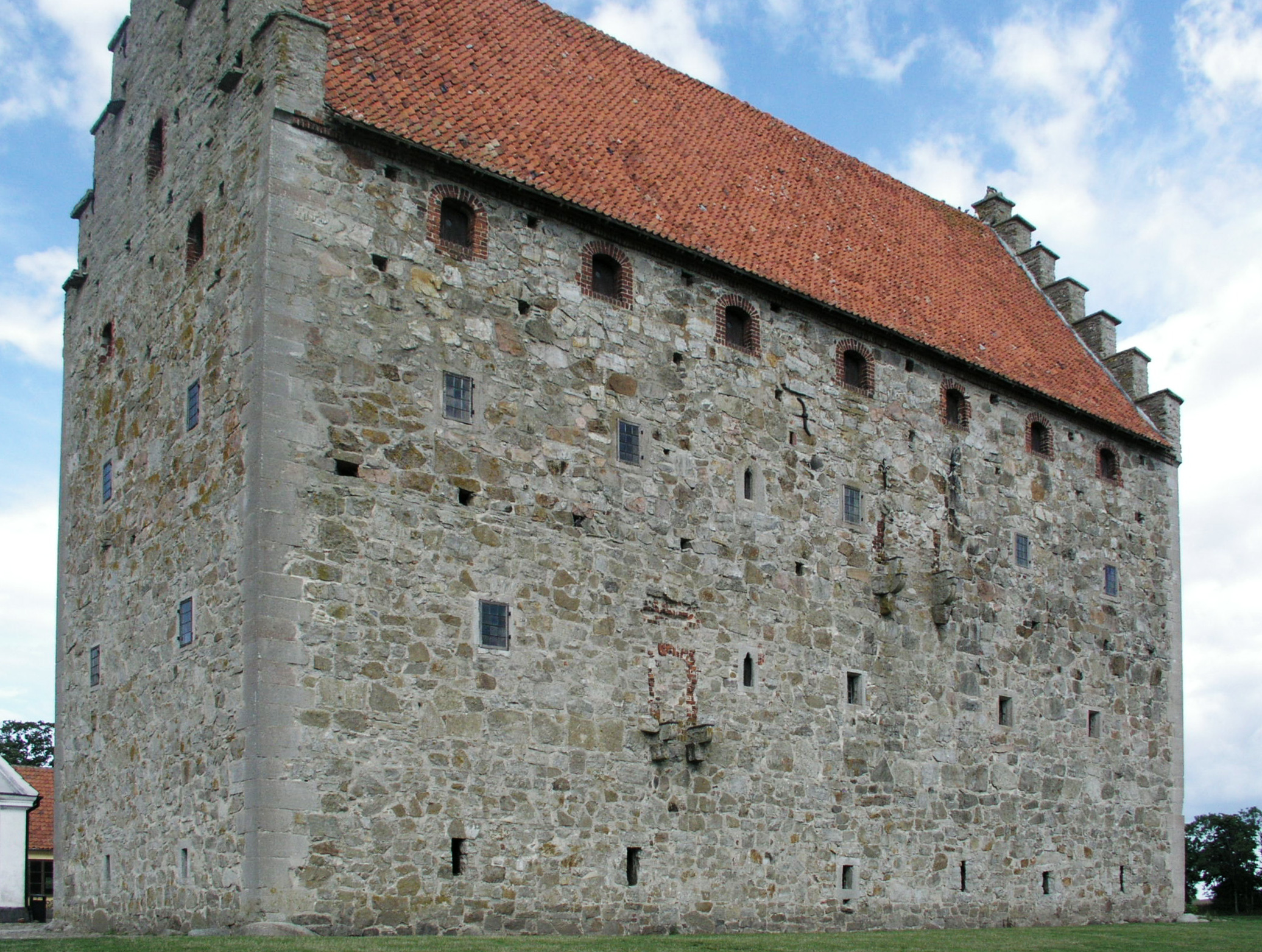
Северная стена замка